# Іванківці (Новоушицька селищна громада)
Іва́нківці — село в Україні, у Новоушицькій селищній територіальній громаді Кам'янець-Подільського району Хмельницької області.

## Географія
Селом протікає річка Кривий, ліва притока Дністра.

## Історія

Пам'ятний знак на честь воїнів-односельчан які загинули в Другу світову війну

1650 року в селі налічувалося 7 димів (опалюваних хат).
З 1991 року в складі незалежної України.
До адміністративної реформи 19 липня 2020 року село належало до Новоушицького району, після його ліквідації село увійшло до складу Кам'янець-Подільського району.

## Населення
Населення становить 365 осіб.

## Символіка

### Герб
Щит горизонтально навпіл поділяє хвиляста синя лінія, що символізує водойми. У верхній частині розміщена церква з трьома куполами жовтого кольору, на зеленому фоні, як символ віри. У нижній частині щита півколом розташовані три яблуневі квітки, як розвиток садівництва на території села. Гілка калини — символ України.

### Прапор
Прямокутне полотнище складається з трьох частин. Верхня половина прапора синього кольору, середня — жовтого кольору, нижня — зеленого кольору. У правій верхні частині зображено гілку калини, як символ України.

## Пам'ятки історико-культурного значення
- Поселення і святилище черняхівської культури, на території якого знейдено три кам'яні статуї, відомі як Іванківські ідоли[3].

## Галерея

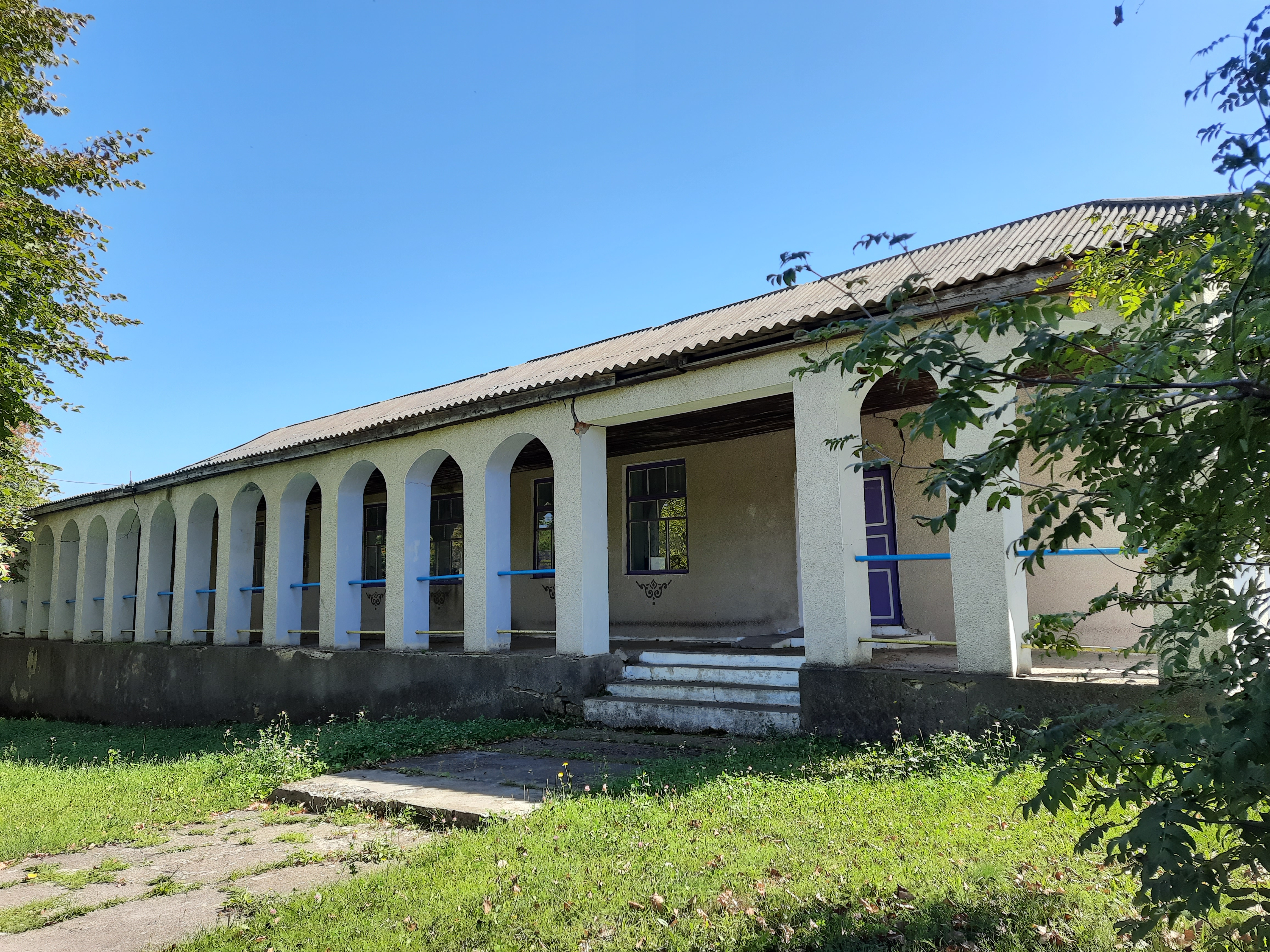
Школа
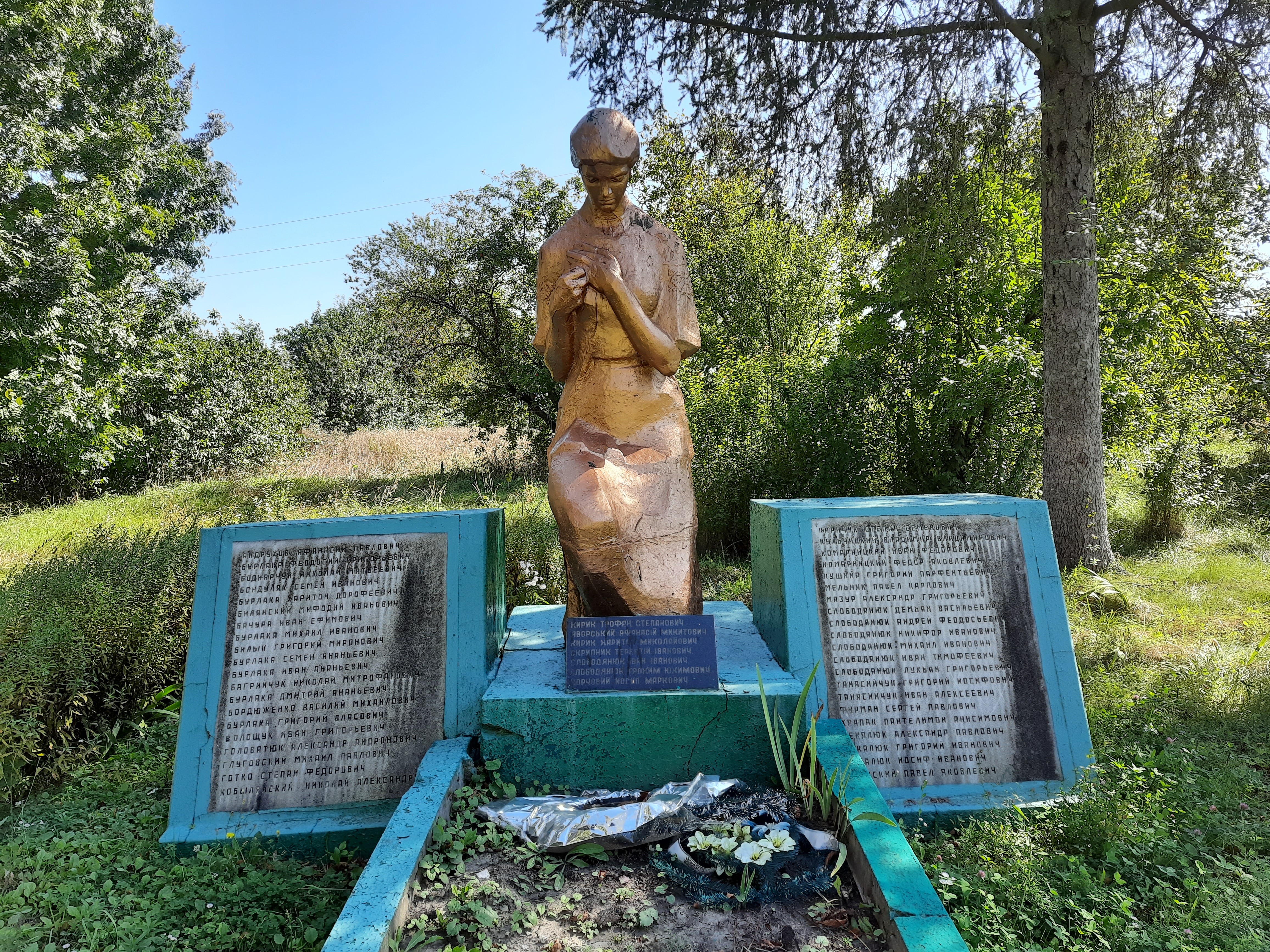
Пам'ятний знак на честь воїнів-односельчан
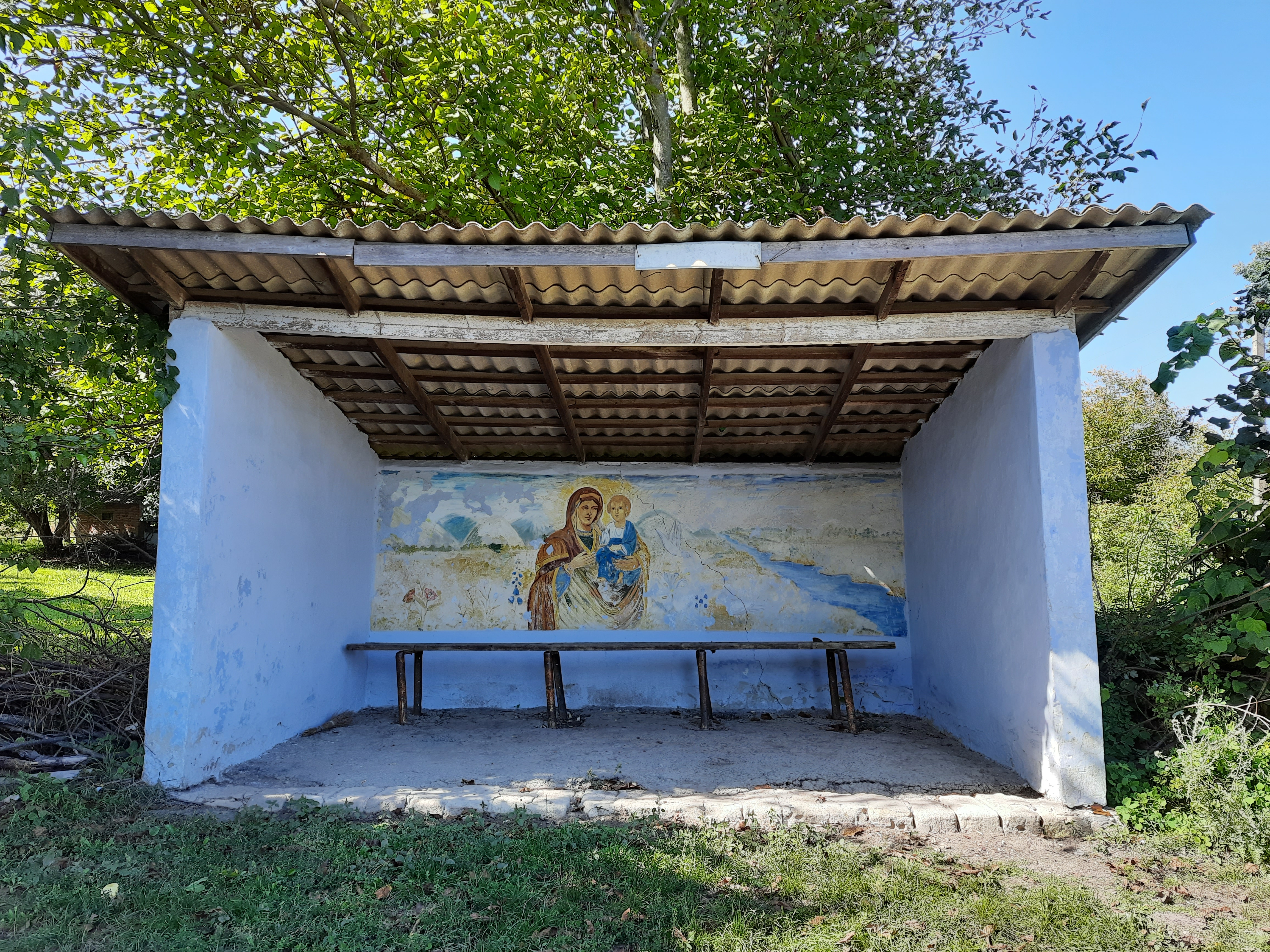
Автобусна зупинка біля села

## Виноски
1. ↑  Iwankowce 5.),  pow. uszycki // Słownik geograficzny Królestwa Polskiego. — Warszawa : Druk «Wieku», 1900. — Т. XV, cz. 1. — S. 617. (пол.)
2. ↑  Постанова Верховної Ради України від 17 липня 2020 року № 807-IX «Про утворення та ліквідацію районів»
3. ↑  Брайчевский М. Ю., Довженок В. И. Поселение и святилище в селе Иванковцы в Среднем Поднестровье. История и археология юго-западных областей СССР начала нашей эры. — М. : Наука, 1967. — С. 238—262. (рос.)